# Краевский, Александр Антонович
Алекса́ндр Антоно́вич Крае́вский (7 ноября 1932 года, Москва — 24 августа 1999 года, там же) — советский и российский учёный, доктор химических наук, специалист в области молекулярной биологии и биоорганической химии, академик Российской академии наук. Занимался разработкой лекарств против СПИДа, в том числе фосфазида и азидотимидина.

## Биография
Сын польских коммунистов, работников Коминтерна, репрессированных в 1937 году. После ареста родителей пятилетнего Алесандра увезли сначала в деревню в 200 км от Москвы, затем на Крайний Север, в г. Инту.
Окончил МИТХТ им. М. В. Ломоносова, позднее преподавал там же. В 1955—1959 годах работал во Всесоюзном НИИ лекарственных и ароматических растений.
С 1966 года работал в Институте молекулярной биологии имени В. А. Энгельгардта АН СССР и РАН (заведующий лабораторией). В 1976 году защитил докторскую диссертацию «Пептидсинтезирующий центр рибосом: субстратная специфичность и механизм действия».
15 декабря 1990 года избран членом-корреспондентом АН СССР по Отделению биохимии, биофизики и химии физиологически активных соединений. 31 марта 1994 года избран академиком Российской академии наук.
Скончался 24 августа 1999 года. Похоронен в Москве на Хованском кладбище (участок 163).

## Основные работы
- Пептидил-трансферазный центр рибосом // Итоги науки и техники: Серия молекул. биологич.: Т. 9. М., 1977;
- Пути поиска лекарственных препаратов против СПИДа // Химико-фармацевтический журнал 1988. Т. 22. № 11 (в соавт.);
- Modified nucleosides as anti-AIDS drugs: current status and perspectives. Moscow, 1993 (with K. A. Watanabe);
- Возможности химиотерапии СПИДа // Вестник Российской академии наук. 1998. № 9.

## Награды, премии
- Государственная премия Российской Федерации в области науки и техники (2000; посмертно)[5]